# Eishockey-Bundesliga 1976/77
Die Saison 1976/77 der Eishockey-Bundesliga war die 19. Spielzeit der höchsten deutschen Eishockeyliga. Deutscher Meister wurde der Kölner EC, der damit seinen ersten Titelgewinn feiern konnte und sich als dritte Eishockey-Hochburg im Westen nach Düsseldorf und Krefeld etablieren konnte. Diese beiden Vereine belegten zudem den zweiten und vierten Platz. Von den bayerischen Mannschaften erreichte lediglich der EV Landshut die Meisterrunde. In die 2. Bundesliga stieg der Neuling Augsburger EV ab, er wurde durch den EC Deilinghofen ersetzt.

## Voraussetzungen

### Teilnehmer
- Augsburger EV (Aufsteiger)
- Berliner SC (Titelverteidiger)
- Düsseldorfer EG
- EV Füssen
- EV Landshut
- Kölner EC
- Krefelder EV
- VfL Bad Nauheim
- SC Riessersee
- EV Rosenheim

### Modus
Die Anzahl der Bundesligaspiele wurde durch eine Modusänderung deutlich erhöht. Im Anschluss an die bisher übliche Doppelrunde mit jeweils 36 Spielen für jede Mannschaft wurde das Feld in eine Meister- und eine Abstiegsrunde geteilt. Die ersten sechs Teams spielten unter Mitnahme ihrer Punkte in einer Einfachrunde den Deutschen Meister aus und kamen damit auf jeweils 46 Spiele. Die vier letztplatzierten Vereine mussten dagegen in die Abstiegsrunde, der Letztplatzierte musste in die 2. Bundesliga absteigen. Auch die Abstiegsrunde wurde als Doppelrunde unter Mitnahme der Vorrundenpunkte ausgespielt, sodass die Mannschaften am Ende 48 Spiele absolviert hatten.

## Vorrunde

### Abschlusstabelle
|     |                 | Sp | S  | U | N  | Tore    | Punkte |
| --- | --------------- | -- | -- | - | -- | ------- | ------ |
| 01. | Kölner EC       | 36 | 26 | 1 | 09 | 219:100 | 53:19  |
| 02. | Krefelder EV    | 36 | 24 | 2 | 10 | 177:133 | 50:22  |
| 03. | Düsseldorfer EG | 36 | 21 | 2 | 13 | 153:127 | 44:28  |
| 04. | Berliner SC     | 36 | 19 | 4 | 13 | 156:126 | 42:30  |
| 05. | VfL Bad Nauheim | 36 | 20 | 0 | 16 | 143:135 | 40:32  |
| 06. | EV Landshut     | 36 | 16 | 3 | 17 | 140:132 | 35:37  |
| 07. | SC Riessersee   | 36 | 15 | 2 | 19 | 140:157 | 32:40  |
| 08. | EV Füssen       | 36 | 10 | 6 | 20 | 102:160 | 26:46  |
| 09. | EV Rosenheim    | 36 | 08 | 3 | 25 | 105:181 | 19:53  |
| 10. | Augsburger EV   | 36 | 07 | 5 | 24 | 124:208 | 19:53  |

Abkürzungen: Sp = Spiele, S = Siege, U = Unentschieden, N = Niederlagen; Erläuterungen: Meisterrunde, Abstiegsrunde

## Meisterrunde
|    |                 | Sp | S  | U | N  | Tore    | Punkte |
| -- | --------------- | -- | -- | - | -- | ------- | ------ |
| 1. | Kölner EC       | 46 | 32 | 3 | 11 | 272:132 | 67:25  |
| 2. | Krefelder EV    | 46 | 28 | 3 | 15 | 225:176 | 59:33  |
| 3. | EV Landshut     | 46 | 24 | 4 | 18 | 184:155 | 52:40  |
| 4. | Düsseldorfer EG | 46 | 24 | 3 | 19 | 194:185 | 51:41  |
| 5. | Berliner SC     | 46 | 22 | 5 | 19 | 186:163 | 49:43  |
| 6. | VfL Bad Nauheim | 46 | 23 | 0 | 23 | 177:192 | 46:46  |

Abkürzungen: Sp = Spiele, S = Siege, U = Unentschieden, N = Niederlagen; Erläuterungen: Deutscher Meister

## Abstiegsrunde
|    |               | Sp | S  | U | N  | Tore    | Punkte |
| -- | ------------- | -- | -- | - | -- | ------- | ------ |
| 1. | SC Riessersee | 48 | 23 | 3 | 22 | 204:203 | 49:47  |
| 2. | EV Füssen     | 48 | 14 | 6 | 28 | 140:214 | 34:62  |
| 3. | EV Rosenheim  | 48 | 13 | 5 | 30 | 150:224 | 31:65  |
| 4. | Augsburger EV | 48 | 12 | 6 | 30 | 167:255 | 30:66  |

Abkürzungen: Sp = Spiele, S = Siege, U = Unentschieden, N = Niederlagen; Erläuterungen: Abstieg

## Ranglisten

### Beste Scorer
| Spieler           | Team         | Spiele | Tore | Assists | Punkte |
| ----------------- | ------------ | ------ | ---- | ------- | ------ |
| Dick Decloe       | Krefelder EV | 45     | 57   | 18      | 75     |
| Erich Kühnhackl   | Kölner EC    |        | 47   | 26      | 73     |
| Peter Hejma       | Krefelder EV |        | 29   | 38      | 67     |
| Claes-Ove Fjällby | EV Landshut  |        | 43   | 18      | 61     |
| Craig Sarner      | Kölner EC    |        | 35   | 26      | 61     |
| Gerd Truntschka   | EV Landshut  | 46     | 33   | 25      | 58     |
| Hans Zach         | Berliner SC  |        | 26   | 28      | 54     |
| Lorenz Funk       | Berliner SC  |        | 36   | 17      | 53     |
| Lothar Kremershof | Krefelder EV |        | 28   | 23      | 51     |
| Marcus Kuhl       | Kölner EC    |        | 26   | 22      | 48     |

### Beste Verteidiger
| Spieler           | Team          | Tore | Assists | Punkte |
| ----------------- | ------------- | ---- | ------- | ------ |
| Udo Kießling      | Kölner EC     | 13   | 21      | 34     |
| Ignaz Berndaner   | SC Riessersee | 21   | 10      | 31     |
| Kjell-Rune Milton | Kölner EC     | 13   | 18      | 31     |

## Kader des Deutschen Meisters
| Deutscher Meister Kölner EC | Torhüter: Axel Richter, Wolf Herbst, Werner Heyn Verteidiger: Jouko Öystilä, Kjell-Rune Milton, Harald Krüll, Matthias Maurer, Bernd Beyerbach, Dieter Langemann, Udo Kießling Angreifer: Detlef Langemann, Marcus Kuhl, Wim Hospelt, Karl-Gustav Richter, Franz Hofherr, Hans Rothkirch, Peter Schiller, Craig Sarner, Michael Muus, Henryk Jaworowski, Erich Kühnhackl Cheftrainer: Gerhard Kießling |